# Hafnarfjörður
Pour l’article homonyme, voir Hafnarfjörður (fjord).
Hafnarfjörður est une ville d'Islande située dans la municipalité de Hafnarfjarðarkaupstaður de la région de la capitale, Reykjavik, qui comptait en 2014, 27 357 habitants. Il s'agit de la troisième ville d'Islande par sa population. Située à 10 kilomètres au sud de Reykjavik, elle a pour principales activités économiques la pêche et la fonderie d'aluminium.

## Géographie

Municipalités de la région de Reykjavik.

### Localisation
La ville de Hafnarfjörður est située au sud de Reykjavik, dans la région Höfuðborgarsvæðið. La ville se trouve au fond du Hafnarfjörður qui donne sur la baie de Faxafloi.

### Voies de communication et transports
Hafnarfjörður est desservie par la compagnie de bus de Reykjavik Strætó bs..
L'aéroport le plus proche est celui de Reykjavik pour les trajets intérieurs.
L'aéroport international de Keflavík se trouve à environ 40 kilomètres du centre-ville.

## Toponymie
Hafnarfjörður veut dire « le fjord du port » et tire directement son nom de l'Hafnarfjörður qui constitue un excellent port naturel.

## Histoire
La ville est mentionnée pour la première fois dans le Landnámabók, et les premiers rapports de voyages à Hafnarfjörður datent de la fin du XIVe siècle. Les Anglais ont commencé à faire du commerce dans la ville au XVe siècle, avant d'être chassés par les Allemands. Après cela, les commerçants de la Ligue Hanséatique, basés à Hvaleyri, ont prévalu dans la ville jusqu'en 1602. À cette date, la monarchie danoise a établi un monopole commercial danois en Islande, qui a duré jusqu'à la fin du XVIIIe siècle. Pendant cette période, Hafnarfjörður était le centre commercial de l'île.
En 1793, Bjarni Sivertsen s'est installé dans la ville et s'est consacré aux affaires locales et au commerce vers l'extérieur, et dans la mise en place d'une industrie de pêche importante. Son initiative commerciale a marqué le début du développement commercial impressionnant de la ville. Depuis, il a été appelé « le père de Hafnarfjörður » et est surnommé « Monsieur Bjarni ». Vers 1870, des changements spectaculaires ont eu lieu dans la pêche islandaise. Les résidents ont utilisé des bateaux de plus en plus fiables. Cela a conduit à une croissance rapide, et la ville a obtenu le statut officiel de municipalité 1908.
Le premier chalutier islandais, le Coot, a été exploité depuis le port de Hafnarfjörður entre 1905 et 1908. Après la Seconde Guerre mondiale, la flotte de la ville a intégré plusieurs chalutiers et de nombreux navires motorisés.

## Population et société

### Démographie
| Année      | 1910 | 1920 | 1930 | 1940 | 1950 | 1960 | 1970 | 1980  | 1990  | 2000  | 2010  |
| Population | 1547 | 2366 | 3591 | 3686 | 5087 | 7160 | 9696 | 12205 | 15151 | 19158 | 25913 |

| Année      | 2000  | 2001  | 2002  | 2003  | 2004  | 2005  | 2006  | 2007  | 2008  | 2009  | 2010  | 2011  |
| Population | 19158 | 19688 | 20264 | 20720 | 21207 | 22000 | 22498 | 23751 | 25036 | 25850 | 25913 | 26099 |

La population de Hafnarfjörður a progressé de plus de 1500 % depuis 1910, notamment en raison de l'exode rural et de la croissance de la région de la capitale, Reykjavik. Elle représente aujourd'hui un peu moins de 10 % de la population totale de l'Islande.

### Manifestations culturelles et festivités
Tous les ans, pendant la période mai-juin, se tient le festival « Bjartir Dagar » (les jours lumineux). Pendant ce festival, des courts métrages sont diffusés et des concerts sont organisés. Le festival se conclut par une commémoration pour les marins islandais.
Pendant le solstice d'été, entre le 11 et le 20 juin, se tient le festival viking.

### Sports
La ville possède plusieurs clubs omnisports, dont le FH Hafnarfjörður le Haukar Hafnarfjörður et ÍH Hafnarfjörður. Le FH Hafnarfjörður domine depuis plusieurs années le championnat d'Islande de football avec 5 titres de champion d'Islande ces dix dernières années, dont le dernier en 2009.

## Économie
Aujourd'hui, Hafnarfjörður est l'un des premiers ports de pêche d'Islande et également le premier commerce de gros de produits de la pêche. Au fil des ans, Hafnarfjörður a eu une économie locale dynamique fortement liée à la pêche, bien que le transport de marchandises soit récemment devenu une activité de plus en plus importante pour le port. Désormais, le port est le deuxième d'Islande en ce qui concerne les exportations.
À deux kilomètres de la ville, sur la route de Keflavik, se situe la fonderie d'aluminium de la compagnie canadienne Rio Tinto Alcan. Elle a été construite en 1969, et en 2006, il était prévu de l'étendre, mais cette extension a été rejetée lors d'un référendum local, notamment en raison des préoccupations environnementales. La compagnie emploie environ 500 personnes sur le site de Hafnarfjörður.

## Culture locale et patrimoine

### Folklore
Le folklore scandinave est très présent à Hafnarfjörður. Ainsi, la ville est connue comme étant le plus important site d'implantation des elfes en Islande. La ville est construite sur un champ de lave qui est considéré un foyer potentiel pour les elfes. Il est possible de visiter les maisons des elfes autour de Hafnarfjörður.
Le Hellisgerði, un petit parc à côté du centre-ville, est réputé pour abriter des membres du Huldufólk dont la famille royale.

### Personnalités liées à la ville
- Kristín Marja Baldursdóttir (1949-) : écrivaine née à Hafnarfjörður ;
- Björgvin Halldórsson (1951-) : chanteur né à Hafnarfjörður ;
- Heida Birgisdottir (1969-) : créatrice de la marque Nikita ;
- Stefán Karl Stefánsson (1975-2018) : acteur né à Hafnarfjörður ;
- Davíð Þór Viðarsson (1984-) : joueur de football né à Hafnarfjörður ;
- Emil Hallfreðsson (1984) : joueur de football né à Hafnarfjörður ;
- Aron Pálmarsson (1990-) : joueur de handball, né à Hafnarfjörður ;
- Jóhanna Guðrún Jónsdóttir (1990-) : chanteuse ayant grandi à Hafnarfjörður.